# Vilars de Arbeca
La fortaleza de los Vilars de Arbeca (775 a. C.-325 a. C.) está situada en una zona de llanura, a 4 km de la localidad de Arbeca en la comarca de Las Garrigas, en la provincia de Lérida en Cataluña (España). Fue construida hace 2800 años por  una tribu de ilergetes que pertenecía al grupo cultural de los campos de urnas, llamado así por la costumbre de incinerar y enterrar en vasos cerámicos las cenizas de sus muertos, es única en el mundo íbero catalán. 
Se ubica en una zona inundable del río Corb y fue construida durante la Primera Edad del Hierro manteniéndose  habitada ininterrumpidamente durante cuatrocientos años. De forma ovalada se estructura alrededor de una cisterna de agua que ocupa el centro de una plaza junto a la cual se van levantando las viviendas de forma rectangular. Todo el conjunto está rodeado de una muralla torreada de cinco metros de ancho y otros cinco de alto con 12 torres semicirculares  y un foso inundable de 15 metros de anchura y 4 de profundidad en  el que se abren  dos puertas de acceso de pequeñas dimensiones. Rodeando el complejo había  una barrera de piedras clavadas en el suelo, sistema defensivo denominado chevaux-de-frise, que impedían el paso a pie o a caballo. Estas características defensivas la hacían casi inexpugnable.

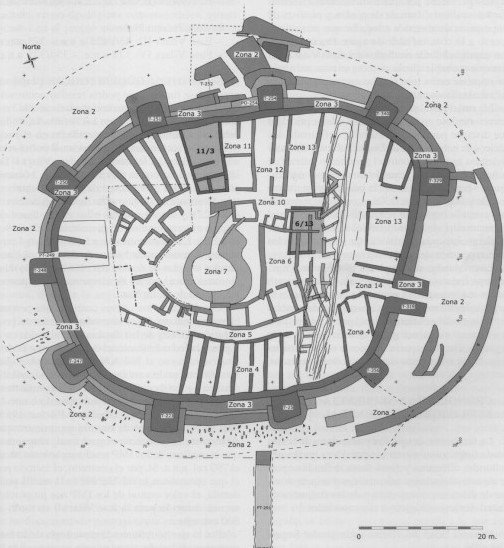
Planta general de la fortaleza de los Vilars.

Con capacidad para albergar unas 100 personas fue habitada desde el siglo VIII a. C. hasta el año 325 a. C. siendo abandonada de forma abrupta. Doscientos años después, en contacto con otras culturas mediterráneas, los habitantes de Els Vilars vivieron el proceso de iberización, convirtiéndose en el pueblo llamado por los escritores antiguos como los ilergetes. La fortificación fue edificada en el llano, despreciando los cerros de más fácil defensa, sobre el barranco de Aixaragall, controlando el agua y las tierras aluviales.
El descubrimiento de la fortaleza fue en 1975, pero la falta de recursos impidió que se hicieran excavaciones arqueológicas hasta que comenzaron una década después.
En el año 1998 fue declarado Bien Cultural de Interés Nacional, en la categoría de zona arqueológica, por la Generalidad de Cataluña.